# Constantí Comnè
Constantí Comnè, en grec medieval Κωνσταντῖνος Κομνηνός, nascut cap al 1085 i mort després del 1147 va ser un aristòcrata de l'Imperi Romà d'Orient, nebot de l'emperador Aleix I Comnè. Va ser nomenat sebast per l'emperador i, va ocupar el càrrec de dux de Berea de Macedònia l'any 1107, i més tard el de μέγας δρουγγάριος (gran drungari). El càrrec de drungari equivalia al de segon comandant de l'exèrcit. Es va casar amb una dama de la família dels Euforbens.